# Tom Iredale
Tom Iredale (Workington, 24 maart 1880 – Sydney, 12 april 1972) was een Britse malacoloog en vogelkundige. Hij werd bekend om zijn (naar later bleek) aanzienlijke bijdrage aan The Birds of Australia van Gregory Mathews. Hij verzamelde en beschreef honderden soorten weekdieren, publiceerde hierover en schreef verder over vogels, ecologie en zoögeografie. Het geslacht Iredalea (zoutwaterslakken) is als eerbetoon naar hem genoemd.

## Biografie
Tom Iredale werd geboren in Workington (Cumbria) in het Verenigd Koninkrijk. Tussen 1899 en 1901 deed hij een opleiding voor apotheker. In zijn vrije tijd keek hij naar vogels en verzamelde hij hun eieren in het nabijgelegen Lake District.

### Nieuw-Zeeland
In 1901 emigreerde hij naar Nieuw-Zeeland op medisch advies. Na aankomst in Wellington reisde hij verder en belandde in Christchurch. Bij een bezoek aan het Natuurhistorisch museum ter plaatse ontdekte hij dat er verkeerd gedetermineerde vogeleieren tentoongesteld waren. Tussen 1902 en 1907 werkte hij als accountant. Hij raakte bevriend met Walter Oliver, een Nieuw-Zeelandse bioloog met een master van de Victoria University of Wellington. Iredale leerde van hem op wetenschappelijk gebruikelijke wijze waarnemen en beschrijven.
In 1908 kon hij (samen met Oliver) deelnemen aan een wetenschappelijke expeditie naar de Kermadeceilanden. Hij verbleef tien maanden lang op deze afgelegen eilanden en maakte studie van de vogels. Hij bleef daar in leven door het schieten en zelf verorberen van zeevogels en zoeken van eetbare schelpdieren. Verder verzamelde hij zoölogische specimens van vogels en schaaldieren. Zodoende werd hij deskundige in het beschrijven en determineren van al deze organismen.

### Queensland
In 1909 bezocht hij Queensland (Australië) en verzamelde daar 300 specimens van keverslakken en andere soorten weekdieren. Hij verwierf een reputatie als kenner van deze organismen, ondanks het feit dat hij niet hierin academisch was geschoold.

### Terug in Engeland
In 1909 keerde hij terug naar Engeland en werkte als freelancer bij het British Museum of Natural History in Londen. Hij was er de assistent van Gregory Mathews die toen werkte aan het boek The Birds of Australia. Uit later onderzoek is gebleken dat veel van de tekst in dit boek is geschreven door Iredale, hoewel Mathews met de eer streek. Iredale werkte in Londen onder de hoede van vermogende mannen met belangstelling voor natuurhistorisch onderzoek. Dat betrof Mathews, maar vooral ook Charles Rothschild. Rothschild, een vlooienexpert, liet hem een reis naar Hongarije maken om parasieten in het verenkleed van vogels te verzamelen.

### Werkzaam aan hetAustralian Museum
In 1923 emigreerde Iredale naar Australië. Hij kreeg in 1924 een aanstelling als concholoog (deskundige in de bestudering van schelpen van weekdieren) aan het Australian Museum in Sydney. Verder werd hij gekozen of werd lid van een aantal relevante wetenschappelijke verenigingen die zich bezighielden met de bestudering van vogels of weekdieren. Hij werkte daar onvermoeibaar aan publicaties over schelpen, vogels, ecologie en zoögeografie. Hij gaf regelmatig lezingen en schreef ook populair-wetenschappelijke artikelen in tijdschriften zoals kranten. Dankzij zijn inspanning bezit het museum in Sydney de grootste collectie weekdieren van het Zuidelijk Halfrond. Later ontving hij onderscheidingen en werd voorzitter van de Royal Zoological Society of New South Wales.

### Privéleven
Paul Scofield (2019) onderzocht het privéleven van Tom Iredale bijna 50 jaar na zijn dood, om te kunnen verklaren waarom in een aantal door Iredale geschreven wetenschappelijke namen eigennamen verstopt zijn. In april 1906 trouwde hij met Alice Maud Atkinson in Christchurch en zij baarde een dochter Ida. Zij ging met Tom mee naar Engeland, maar keerde in 1911 terug naar Nieuw-Zeeland. Iredale had in Londen eerst een buitenechtelijke relatie met de zangeres Jeanne Davies die hij ontmoette in het grootsteedse uitgaansleven dat hij leidde door zijn contacten met bemiddelde mannen als Mathews en Rothschild. Zij kregen vijf kinderen waarvan er een na negen maanden overleed. Daarna ontstond een tweede relatie met de excentrieke kunstenares Lilian Marguerite Medland, die zich in die tijd ontwikkelde tot een van de beste Britse illustratoren van vooral vogels. In 1916 en 1918 kreeg het paar kinderen. Iredale was toen nog steeds officieel getrouwd met Alice en startte een echtscheidingsprocedure die duurde tot 1923. In dat jaar trouwde hij met Lilian en een dag later emigreerde het paar naar Australië (Jeanne Davies trouwde een rijke zakenman en volgens Scofield hadden haar vier kinderen verder een gelukkige jeugd met hun stiefvader). De slak Pisania hedleyi is door Iredale beschreven als Jeannae hedleyi en de Nieuw-Zeelandse ondersoort van de elfenstern heet Sternula nereis davisae, beide vernoemd naar Jeanne Davis. De schelp Macomona liliana is in 1915 door Iredale beschreven en vernoemd naar Lilian.

## Nalatenschap
Iredale schreef meer dan 360 wetenschappelijke artikelen en beschreef 2600 nieuwe taxa, merendeels schaaldieren. In 2022 stonden er zeven geslachten, drie soorten (waaronder de roodstuitgrasvogel, Cincloramphus mathewsi) en zes ondersoorten vogels door hem beschreven op de IOC World Bird List. Verder is het geslacht Iredalea (zoutwaterslakken) als eerbetoon naar hem genoemd.

## Links
- Iredale, Tom (1880–1972). Australian Dictionary of Biography, National Centre of Biography, Australian National University. Geraadpleegd op 10 januari 2023.
- Iredale, Tom (1880 - 1972). The Encyclopedia of Australian Science and Innovation. Geraadpleegd op 10 januari 2023.

- Australian Dictionary of Biography: iredale-tom-6797
- Bibsys: 2097923
- International Standard Name Identifier: 0000 0000 6429 8708
- Library of Congress Control Number: nr2004002405
- Nationale bibliotheek van Australië: 35161090
- Nederlandse Thesaurus van Auteursnamen: 173579493
- SNAC: w6np419k
- Système universitaire de documentation: 179930621
- Museum of New Zealand Te Papa Tongarewa: 17374
- Trove: 480736
- Virtual International Authority File: 39324335
- WorldCat: E39PBJjRYgfcCjcDQkp6dQ9MT3